# مجموعة فيرير
مجموعة فيرير هي مجموعة ورقة طوابع زاوية تتكون من 15 طابعًا بريديًا من فئة 80 سنتيسيموس (الشمس) خضراء اللون، صدرت عام 1856، ويعتبرها العديد من هواة جمع الطوابع أهم قطعة ورقة طوابع عند هواة التجميع في الأوروغواي. وصفها فريدريك ميلفيل، في مجال جمع الطوابع، بأنها "إحدى عجائب الدنيا السبع". وهي أكبر مضاعف معروف لهذا الإصدار، حيث لا يوجد منهُ إلا عدد قليل. وقد استُمدت معظم معلومات الطلاء المتعلقة بهذا الإصدار من هذهِ المجموعة لورقة طوابع البريد.

## طوابع "ديليجينسيا"
أصدرت خدمات البريد في الأوروغواي، التي نظمتها شركات عربات البريد، في الأول من أكتوبر عام 1856 ما يُعرف بـ"ديليجينسيا" (طابع عربة البريد). صُمم هذا الإصدار للمراسلات التي تحملها عربات البريد. وكانت هناك ثلاث قيم:
- 60 سنتيسيموس أزرق للرسائل من صفحة واحدة، و80 سنتيسيموس أخضر للرسائل من صفحتين، وواحد أحمر حقيقي للرسائل من ثلاث صفحات.

صدرت الطوابع في 35 صفحة، مطبوعة على ورق أبيض منسوج غير مائي في ورشة ميج للطباعة الحجرية التابعة لشركة ميج إي ويليمز للطباعة المحدودة في مونتيفيديو.

## أكبر مضاعف معروف
إن مجموعة ورقة طوابع الزاوية الخضراء 80 سنتيسيموس، رقم 15، هي مضاعف من أعلى يمين ورقة غير مستخدمة رقم 35. تتضمن المواضع 3-5، 8-10، 13-15، 18-20، 24-25 و30. أصبح طلاء "ديليجينسياس" ممكنًا بفضل محاذاة التحويلات المتغيرة قليلاً والخصائص المشتركة لهذهِ الورقة.
هذا المضاعف يعود إلى ورقة صحيفة طوابع كاملة كانت في الأصل مملوكة للدكتور وونر. قسمها تجار الطوابع "سوتو إرمانوس" إلى عدة كتل في القرن التاسع عشر. لاحقًا، أصبحت جزءًا من مجموعة فيسينتي فيرير (الذي أطلق عليها اسمها)، وونر، وتشارلز لاثروب باك، وإي. جيه. لي، وألفريد ليختنشتاين، وروبرتو هوفمان، ونورمان هوبارد، وجين سكوت، وتيتو جيامبوركارو.

## الدلالة
مكّنت هذهِ المجموعة (مجموعة فيرير) من إرساء مفاهيم جديدة لطلاء هذا الإصدار، والتي حسّنها إي. جيه. لي. استُمد معظم طلاء هذا الإصدار من هذهِ المجموعة، وتُعتبر الأساس الذي بُني عليهِ فن جمع الطوابع الفنية في الأوروغواي.
في سبتمبر 2009، بيعت القطعة في إنفستفيلا بسويسرا مقابل 432,000 يورو، مع كل الرسوم (رقم القطعة 674، ابتداءً من 300,000 يورو).

## روايط خارجية
- A Great Collection of Uruguay by Fred J. Melville.
- History of the “Ferrer Block” Crown Jewel of Uruguay's Philately نسخة محفوظة 4 مارس 2016 على موقع واي باك مشين.
- Uruguay’s Montevideo Suns by L. N. Williams